# Anckarstierna
Anckarstierna eller Anckarstjerna er en uddød svensk friherrelig adelsslægt. Slægten blev adlet 4. november 1682 og blev friherrelig 27. januar 1692. Slægten er uddød siden 1780.

## Dansk Anckarstierna
Siden 1989 har navnet været ført af en dansk statsborger, «Baron Friherre Hans Anckarstjerna» (1941–2015), der i pressen har udgivet sig for at tilhøre adelsslægten Anckarstierna, være «Baron & Friherre» og slægten Anckarstjernas overhoved, og som også har leveret en klage mod en svensk statsborger der antog navnet Anckarstierna, og mod den svenske stat, for "uretmæssig brug" (namnintrång). Hans Anckarstjernas klage mod den svenske stat blev afvist af Justitskansleren 17. maj 2001, mens hans klage mod den svenske præst David Anckarstierna endte med et forlig der David Anckarstierna ændrede navn til Ankarstierna. David Anckarstierna udgav sig dog ikke for at tilhøre den oprindelige adelsslægt. «Baron Friherre Hans Anckarstjerna» blev senere afsløret af den svenske slægtsforsker Lotta Nordin for at ikke have nogen forbindelse med denne slægt og heller ikke være født med dette navn, men som Hans Ankerstjerne Bertelsen . Han er søn af Egon Ankerstjerne Bertelsen (1901–1981), der fik familienavnet Bertelsen slettet i 1956, og sønnesøn af maskinarbejder på centralværkstedet DSB i Aarhus Axel Christian Bertelsen (død 1953) gift med Andrea Margrethe Ankerstjerne. Hans Anckarstjerna antog navnet Anckarstjerna 22. februar 1989. Der findes ingen dokumenterede medlemmer af slægten Anckarstierna efter 1780, hverken i Sverige eller Danmark.